# Petits maîtres suisses
Ne doit pas être confondu avec Petits maîtres allemands.

Une œuvre de petit maître suisse : Lausanne et l'esplanade de Montbenon en 1824 par Johann Heinrich Bleuler fils.

Les petits maîtres suisses, appelés en allemand : Schweizer Kleinmeister, sont des peintres suisses spécialisés, entre 1750 et 1850, dans la production d'illustrations exécutées au crayon, à l'aquarelle ou à l'huile et représentant des paysages, des scènes de genre ou des personnages. Ces œuvres originales ont ensuite souvent été publiées sous forme de gravures, voire de lithographies.
La production de ces petits maîtres est particulièrement utile pour sa valeur documentaire, topographique et sociologique dans les domaines de l'histoire, de l'histoire de l'art et de la recherche en sciences naturelles.

## Artistes classés dans ce groupe
Plusieurs centaines d'artistes ont pratiqué, parfois épisodiquement, ce genre. Les principaux représentants en sont le Bernois Johann Ludwig Aberli, son successeur Sigmund Freudenberger, mais également leurs compatriotes Balthasar-Antoine Dunker, Heinrich Rieter, Johann Jakob Biedermann et Franz Niklaus König, Matthias Pfenninger à Zurich ou encore, en Suisse romande, Pierre Samuel Louis Joyeux, Jean-Antoine Linck, Michel-Vincent Brandoin et Jakob Samuel Weibel pour ne citer que ceux-ci dans les cantons de Vaud et de Genève.

## Collection Gugelmann
Annemarie Gugelmann et son frère Rudolf ont constitué une collection d'œuvres des petits maîtres suisses. Elle se compose de 1600 feuillets isolés, 130 albums et séries et de plus de 130 ouvrages comprenant des estampes originales. La Bibliothèque nationale suisse (BN) s'est vu confier la collection Gugelmann en 1982. Elle l'a par la suite complétée et élargie par de nouvelles acquisitions. Une exposition a permis de présenter une partie de ces trésors au public en 2010 au Musée Rath de Genève. Cette collection a été mise en ligne par la Bibliothèque nationale suisse et est accessible sur Wikimedia Commons.